# Nati nel 2004/Settembre
| Questa pagina contiene informazioni ricavate automaticamente dalle voci biografiche con l'ausilio del template Bio e di un bot. L'aggiornamento è periodico e automatico e ricostruisce completamente la pagina. Se manca una persona in questa lista, sei pregato di non aggiungerla, ma accertati piuttosto che la sua voce biografica contenga il template Bio e che i dati anagrafici siano correttamente compilati. Se il template Bio manca, inseriscilo tu stesso o, in alternativa, metti l'avviso {{tmp\|Bio}} che ne segnala la mancanza. Se i dati riportati sono sbagliati, correggi direttamente la voce biografica; le modifiche saranno visibili in questa lista entro pochi giorni. Per chiarimenti vedi il progetto biografie. La lista contiene solo le 51 persone che sono citate nell'enciclopedia e per le quali è stato implementato correttamente il template Bio. Pagina aggiornata al 3 mar 2024. |

- 2 settembre - Berke Büyüktuncel, cestista turco
- 2 settembre - Tristan Gooijer, calciatore olandese
- 2 settembre - Or Israelov, calciatore israeliano
- 2 settembre - Dorian Le Clech, attore francese
- 3 settembre - Alessandra Gasparelli, velocista sammarinese
- 3 settembre - Anan Khalaili, calciatore israeliano
- 3 settembre - Sofija Macijevs'ka, nuotatrice artistica ucraina
- 4 settembre - Hanna Faulhaber, sciatrice freestyle statunitense
- 5 settembre - Robin Montgomery, tennista statunitense
- 6 settembre - Luca D'Andrea, calciatore italiano
- 7 settembre - Kacper Urbański, calciatore polacco
- 8 settembre - Lewis Hall, calciatore inglese
- 8 settembre - Nicolás Paz, calciatore argentino
- 9 settembre - Marselino Ferdinan, calciatore indonesiano
- 9 settembre - Jorg Schreuders, calciatore olandese
- 10 settembre - Gabriel Bateman, attore statunitense
- 10 settembre - Anna Konanykhina, tuffatrice russa
- 11 settembre - Raki Aouani, calciatore tunisino
- 11 settembre - Charlotte Kempenaers-Pocz, tennista australiana
- 11 settembre - Andrea Spendolini-Sirieix, tuffatrice britannica
- 13 settembre - Hamish McKenzie, ciclista su strada australiano
- 13 settembre - Susanna Pedotti, nuotatrice artistica italiana
- 14 settembre - Lio Baraldi, sciatore alpino francese
- 15 settembre - Luca Koleosho, calciatore italiano
- 15 settembre - Garang Kuol, calciatore sudsudanese
- 15 settembre - David Popovici, nuotatore rumeno
- 18 settembre - Nodirbek Abdusattorov, scacchista uzbeko
- 18 settembre - Elisa Brunel, nuotatrice artistica statunitense
- 18 settembre - Santiago Castro, calciatore argentino
- 18 settembre - Esteban Masson, pilota automobilistico francese
- 18 settembre - Plamena Mitkova, lunghista bulgara
- 20 settembre - Chiara Fabiano, doppiatrice italiana
- 22 settembre - Andy Visser, calciatore olandese
- 23 settembre - Connor Curran, sciatore freestyle statunitense
- 23 settembre - Anthony Gonzalez, attore statunitense
- 24 settembre - Zoe Bäckstedt, ciclista su strada, pistard e ciclocrossista britannica
- 24 settembre - Shoko Miyata, ginnasta giapponese
- 25 settembre - Guan Chenchen, ginnasta cinese
- 25 settembre - Seiran Kobayashi, attrice e cantante giapponese
- 25 settembre - Aïman Maurer, calciatore francese
- 25 settembre - Ilyes Raoul, attore tedesco
- 25 settembre - Jacob Whittle, nuotatore britannico
- 26 settembre - Francesca Bergesio, modella italiana
- 27 settembre - Chiara Beccari, calciatrice italiana
- 27 settembre - Kyliane Dong, calciatore francese
- 27 settembre - Mauro Couto, calciatore portoghese
- 27 settembre - Dániel Mészáros, nuotatore ungherese
- 27 settembre - João Neves, calciatore portoghese
- 28 settembre - Iván Fresneda, calciatore spagnolo
- 28 settembre - Isack Hadjar, pilota automobilistico francese
- 29 settembre - Mario Stroeykens, calciatore belga